# Кортизол
Кортизол је кортикостероидни хормон који настаје у кори надбубрежне жлезде. То је веома важан хормон који се често означава и као „хормон стреса“ јер учествује у одговору организма на стрес. Одговоран је за повећање крвног притиска, нивоа шећера у крви а има и имуносупресивно дејство. У фармакологији, синтетички облик кортизола назива се хидрокортизон и користи се као антагониста у контролисању симптома алергија, као антиинфламатор и у терапији дефицијенције кортизола. Када је први пут ушао у примену у лечењу реуматоидног артритиса, означавао се као једињење Е.

## Утицај на здравље

### Метаболички одговор
Кортизол игра важну улогу у регулисању метаболизма глукозе и доприноси глуконеогенези (синтези глукозе) и гликогенези (синтези гликогена) у јетри и гликогенолизи (разграђивању гликогена) у скелетним мишићима. Он такође повећава ниво глукозе у крви смањењем апсорпције глукозе у мишићима и масном ткиву, смањењем синтезе протеина и повећањем разградње масти у масне киселине (липолиза). Све ове метаболичке фазе имају коначни ефекат повећања нивоа глукозе у крви, која храни мозак и друга ткива током реакције „беј или бежи“. Кортизол је такође одговоран за ослобађање амино киселина из мишића, обезбеђујући супстрат за глуконеогенезу. Његово деловање је сложено и разноврсно.

### Имунолошки одговор
Кортизол спречава ослобађање у организам супстанци које изазивају упалу. Користи се за лечење стања изазваних повећаном активношћу реакције антитела, посредоване Б-ћелијама. Примери су упалне и реуматоидне болести, као и алергије. Ниске дозе локалног хидрокортизона, доступне као лек без рецепта у неким земљама, користе се за лечење кожних проблема као што су осип и екцем.

### Дневни циклуси
Код људи су откривени дневни циклуси нивоа кортизола. То значи да кортизол учествује у координацији циклуса сна и будности, такође познатих као циркадијални ритам. Тако, ниво кортизола утиче и на квалитет сна. Вишак кортизола може изазвати несаницу и приметно повећати или смањити расположење. Он такође снижава праг настанка напада.  

### Памћење
Кортизол ради са адреналином (епинефрином) за стварање успомена о краткорочним емотивним догађајима; ово је претпостављени механизам чувања живих успомена, и може се јавити као средство памћења онога што треба избегавати у будућности. Међутим, дуготрајно излагање кортизолу оштећује ћелије хипокампуса; то оштећење доводи до поремећаја у учењу.